# Beinn Dearg (Torridon)

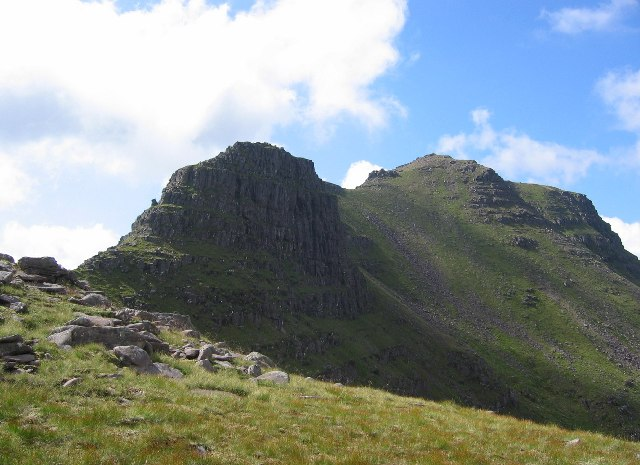
Toppen av Beinn Dearg

Beinn Dearg är ett berg i Wester Ross i kommunen Highland i nordvästra Skottland i Storbritannien. Toppen på Beinn Dearg är 914 meter över havet, eller 471 meter över den omgiva
Terrängen runt Beinn Dearg är huvudsakligen kuperad inom 10 km radie. Den högsta punkten i närheten är Spidean a Choire Leith, 1 055 meter över havet, 4,4 km sydost om Beinn Dearg. Trakten runt Beinn Dearg är nära nog obefolkad, med mindre än två invånare per kvadratkilometer. Närmaste större samhälle är Gairloch, 18,6 km nordväst om Beinn Dearg. Trakten runt Beinn Dearg består i huvudsak av gräsmarker.
Beinn Dearg är den fjärde högsta av Torridon Hills i Skotska högländerna. Till skillnad från sina högre grannar, ligger toppen precis under 3 000 fot och har därmed inte samma dragning på klättrare som topparna på Munro och är långt mindre utnyttjad än de tre högsta bergen runt omkring. År 2007 genomförde Munro Society en undersökning för att fastställa Beinn Deargs höjd om den var felmätt och att toppen kunde karaktäriseras som en "Munro-topp". Toppen befanns vara 2,42 fot för låg.
Den vanligaste utgångspunkten för en bergsbestigning är parkeringsplatsen vid foten av Abhainn Coire Mhic Nobuil, which vilken också är den vanligaste startpunkten för bestigning av Beinn Alligin. 